# Земљорадња
Земљорадња је грана пољопривреде која се бави обрадом земљишта и узгојем култивисаних биљака. Њен развој и заступљеност зависе од географске ширине и надморске висине. Разликујемо екстензивну земљорадњу (слабо развијена у погледу оруђа и приноса) и интензивну земљорадњу (примена агротехничких мера и механизације).
Земљорадња се може поделити на:
- ратарство
- воћарство
- виноградарство
- ливадарство
- цвећарство